# Dick Conn
Richard Conn (Louisville, 9 gennaio 1951) è un ex giocatore di football americano statunitense che ha militato nel ruolo di safety nella National Football League (NFL).

## Carriera
Conn iniziò la carriera nella NFL nel 1974 con i Pittsburgh Steelers, vincendo il Super Bowl IX contro i Minnesota Vikings. L'anno seguente passò ai New England Patriots con cui disputò tutto il resto della carriera fino al 1979, chiusa con 58 presenze e un intercetto.

## Palmarès
- Super Bowl : 1

Pittsburgh Steelers: IX
- American Football Conference Championship: 1

Pittsburgh Steelers: 1974